# Kenji Yanobe

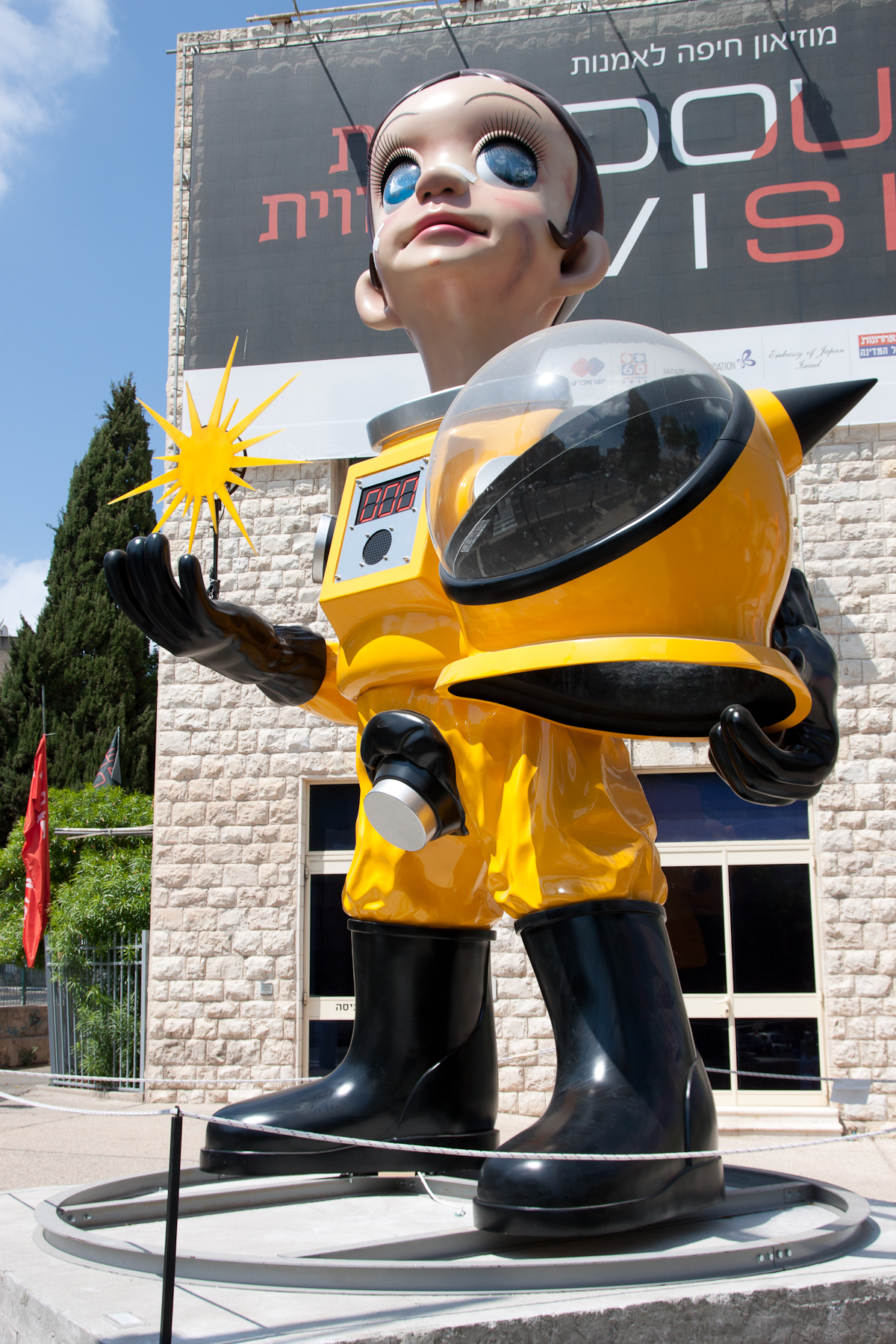
"Sun Child" di Yanobe

Kenji Yanobe YanobE (ヤノベケンジ, Yanobe Kenji) (1965) è un artista e scultore giapponese.